# Ephesia puella
Ephesia puella är en fjärilsart som beskrevs av John Henry Leech 1889. Ephesia puella ingår i släktet Ephesia och familjen nattflyn. Inga underarter finns listade i Catalogue of Life.